# Phyllophaga sinaloana
Phyllophaga sinaloana är en skalbaggsart som beskrevs av Saylor 1935. Phyllophaga sinaloana ingår i släktet Phyllophaga och familjen Melolonthidae. Inga underarter finns listade i Catalogue of Life.